# Сагадеев, Антон Олегович
Антон Олегович Сагадеев (род. 6 сентября 1993 года) — казахстанский и российский хоккеист.

## Карьера
Воспитанник темиртауского хоккея. Участник двух (2010, 2011) чемпионатов мира по хоккею с шайбой среди юниорских команд (I Дивизион) и двух (2011, 2012) молодёжных чемпионатов мира (I Дивизион). На юниорском чемпионатов мира 2011 года был назван лучшим казахстанским игроком.
С 2009 года выступал за «Барыс-2».
В 2011-13 годах играл в МХЛ в составе ХК «Снежные Барсы».
Сезон 2014/15 провёл в чемпионате Казахстана в составе астанинского «Номада».
С 2015 года выступает в составе клуба «Сарыарка», выступающего в ВХЛ. С 2017 по 2021 год выступал за «Барыс».
На зимней Универсиаде 2017 года выступал в составе сборной Казахстана.
1 июня 2021 года подписал контракт с ярославским «Локомотивом». 12 ноября 2021 года ушел из клуба по семейным обстоятельствам и вернулся в «Барыс».
В апреле 2023 года появилась информация, что Сагадеев и ещё три хоккеиста отказались от казахского паспорта в пользу российского. 1 мая 2023 года заключил однолетний контракт с «Сочи». 13 мая 2024 года подписал контракт с «Адмиралом». Провёл один матч 8 сентября против ЦСКА, до этого 29 августа клуб поместил Сагадеева в список отказов. 1 октября Сагадеев был повторно помещён в список отказов. 1 октября контракт был расторгнут. С декабря — в воронежском «Буране» из ВХЛ.